# Emmanuel des Essarts
Emmanuel des Essarts (París, 5 de febrero de 1839-Clermont-Ferrand, 17 de octubre de 1909) fue un poeta y profesor universitario francés.

## Biografía
Hijo del escritor Alfred des Essarts, obtuvo en 1861 la plaza de profesor de retórica en el Liceo de Sens, donde coincidió con Stéphane Mallarmé, convirtiéndose ambos a partir de entonces en amigos íntimos. Tras su traslado a Avignon, conoció también a Mistral y Aubanel, destacados representantes del movimiento félibre en lengua occitana. En 1870 se doctoró en letras y pasó en 1872 a ejercer como profesor de la facultad de Dijon, primero, estableciéndose definitivamente en Clermont-Ferrand desde 1874 hasta su muerte.

## Literatura
Bajo el seudónimo de Georges Maray, comenzó contribuyendo con numerosos artículos a la "Revue fantasiste" de su amigo Catulle Mèndes. Participó en las tres ediciones de "Le Parnasse contemporain" (1866, 1869 y 1876) con 4, 1 y 2 poemas, respectivamente. Asimismo, escribió numerosas obras de historia literaria y un importante artículo sobre el parnasianismo.
Gautier dijo sobre él : "Nutriéndose de la Antigüedad griega y latina, Des Essarts las combinó en las más acertadas proporciones con la modernidad más reciente. A veces, el traje a la moda que viste a su musa en las "Poésies parisiennes" adopta los pliegues de una túnica y se presenta como una casta estatua griega. La belleza antigua corrige adrede sus lindezas y le impide convertirse en una coqueta (...). En las "Élévations", el autor puede permitirse desplegar las alas de su lirismo, que arderían ante las lámparas de un salón, y volar cazando el enjambre de estrofas, posándose de nuevo sólo en las cumbres."

## Obras
- Poésies parisiennes, poesías, 1862.
- Les Élévations, poesías, 1864.
- Les Voyages de l'esprit, ensayos, 1869.
- Du type d'Hercule dans la littérature grecque, ensayo, 1871.
- De veterum poetarum, tum Greaciae, tum Romae apud Miltonem imitatione, ensayo, 1871.
- Origines de la poésie lyrique en France au XVIe siècle, ensayo, 1873.
- Les Prédécesseurs de Milton, ensayo, 1875.
- Du génie de Chateaubriand, ensayo, 1876.
- Poèmes de la Révolution 1789-1796, poesías, 1879.
- Portraits de maîtres, ensayos, 1891.
- L'Illustre Théâtre, comedia en un acto, 1900.